# Tulu Bolo
 (décembre 2020).
Tulu Bolo est une ville d'Éthiopie.